# اوتندورف (شهر اتریش)
اوتندورف (به آلمانی: Uttendorf) یک منطقهٔ مسکونی در اتریش است که در ناحیه تسل آم زه واقع شده‌است. اوتندورف ۱۶۷٫۷۵ کیلومتر مربع مساحت دارد ۸۰۴ متر بالاتر از سطح دریا واقع شده‌است.